# Јован Шорак
Јован Шорак (Петрово Село, новембар 1821—21. март 1894) био је српски свештеник на Приморју, родољуб и добротвор. Био је веома цењен и поштован међу народом, па је због тога добио и надимак Ђедо, на шта је био изузетно поносан.

## Биографија
Завршио је ондашњу немачку школу у Кореници, па је након тога три године вршио дужност учитеља у овој школи. Године 1838. прихватио је посао учитеља у свом родном месту и ту радио пет година. Године 1843. одлази у Плашки, где је завршио богословију 1845. године. Наредне  године на Лазареву суботу рукоположен је за ипођакона, а на Ускрс за ђакона. Након тога га је епископ Јевђеније узео за свога церемонијара ђаконског, а мало касније је рукоположен за свештеника. Године 1848. започео је свој свештенички рад у Бунићу, али је исте године одређен за војног свештеника, тако да је две и по године провео са војском у Италији, а потом исто толико у Чешкој, Моравској, Бечу и околини. Тада се у Бечу упознао са Шафариком, Палацким, Ханком, Ригером и другима. У јесен 1853. године вратио се за пароха у народу, у дубровачкој парохији крај Огулина, а потом постаје парох садиловачки, како би био ближе свом родном месту. 
Почетком 1863. године, у време буне Луке Вукаловића, као и побуне босанских Срба против низама, многи угледни Срби су били прогоњени или заробљени, а међу њима се нашао и Јован Шорак. Након претреса његове куће од стране турске војне комисије, одведен је у Дрежник, а одатле исте ноћи у истражни затвор у Огулину, иако приликом претреса ништа сумњиво није било пронађено. Након месец дана премештен је у Беловар, где је болестан одлежао још осам месеци, али му никаква кривица није пронађена. На крају је ипак био осуђен на три године, а оптужба је била та да је слао момчад у помоћ Србији и Црној Гори против Турака.
Након ове три године ни слобода му није била иста као некада, већ је стално био под присмотром. Како би му помогао владика Лукијан Николајевић предложио га је за пароха српске општине на Ријеци - Фијуми. Он је ријечку општину затекао на рубу пропасти и велике напоре је уложио како би помогао народу који је у њој живео. Овде је произведен за протопопа ријечког и на том положају остао до своје смрти. Својим радом и својом личношћу стекао је љубав и поштовање и православаца и католика, а највише ријечких Срба.
Оставио је легат од 5000 форинти у корист српске школске омладине. Од 1884. до 1887. године био је народни посланик на троједничком земаљском сабору у Загребу. Тада је агитовао да се оснује самостална српска странка и самостални клуб српски.
О Јовану Шораку писано је овако:
Два су попа била. Била су до два попа, које би сваки попо требао у руку да љуби. Руке да им љуби и Бога да хвали, што нам та два попа дивно осветлаше српски образ и оставише за вазда на част и дику часној хаљини свећеничкој. А оба су попа протопопа, једно је Јован Шорак Ђедо, а друго је Беговић Никола. Па обојица бејаху и вршњаци. Обојица истих година и истог узраста, и телесног и душевног. Обојица големи и духом и телом. Па обојица и службоваху на крајним огранцима Српства: Шорак Ђедо мору на Приморју, а Беговић на Крајини љутој. И обојица службоваху Богу и народу своме таман по пола столећа. Па обојица нам и умреше на истек славе своје педесетогодишње. И обојицу нам смрт заманце покоси: једног за другим... Обојица збораху дивно српски и реч им тецијаше као мед и млеко...Обојица се ношаху једном истом мишљу, и обојица подједнаком љубављу служаху истој светој ствари. Па обојица се и љубљаху као прави Србљи и права браћа у Христу.

## Рефренце
1. 1 2 3 4 5 6 7 8 9  Ур. Гавриловић, Андра (1904). Знаменити Срби XIX века II том. Загреб: Наклада и штампа Српске штампарије. стр. 99—100.